# Eleonora van Provence
Eleonora van Provence (Aix-en-Provence, circa 1223 - Amesbury, 24 of 25 juni 1291) was van 1236 tot 1272 koningin-gemalin van Engeland. Ze behoorde tot het huis Barcelona.

## Familie en jeugd
Eleonora was de tweede dochter van graaf Raymond Berengarius V van Provence en Beatrix van Savoye, dochter van graaf Thomas I van Savoye. Als kind werd ze goed opgeleid en ontwikkelde ze een sterke liefde voor lezen. Ze had drie zussen, die allemaal met koningen huwden: zo huwde haar oudste zus Margaretha met koning Lodewijk IX van Frankrijk.
Net als moeder, grootmoeder en zussen werd Eleonora geprezen om haar schoonheid. Ze had donkerbruin haar en fijne ogen. Nadat haar oom Willem een drukke correspondentie had gevoerd met koning Hendrik III van Engeland om hem te overtuigen met Eleonora te trouwen, vond op 22 juni 1235 hun verloving plaats.

## Huwelijk en nakomelingen
Op 14 januari 1236 huwden Eleonora en Hendrik III in de Kathedraal van Canterbury. Op dezelfde dag als haar huwelijk werd Eleonora in Westminster Abbey tot koningin-gemalin van Engeland gekroond. Uit het huwelijk van Eleonora en Hendrik werden minstens vijf kinderen geboren:
- Eduard I (1239-1307), koning van Engeland
- Margaretha (1240-1275), huwde in 1251 met koning Alexander III van Schotland
- Beatrix (1242-1275), huwde in 1260 met hertog Jan II van Bretagne
- Edmund (1245-1296), hertog van Lancaster
- Catharina (1253-1257)

Er worden nog vier kinderen van Hendrik III en Eleonora genoemd, maar het is onzeker of ze echt bestaan hebben omdat ze in geen enkele contemporaine bron worden vermeld. Deze zijn:
- Richard (1247-1256)
- Jan (1250-1256)
- Willem (1251-1256)
- Hendrik (1256-1257)

Eleonora leek vooral gewijd te zijn aan haar oudste zoon Eduard. Zo stond ze hem bij toen hij in 1246 een dodelijke ziekte had. Haar jongste dochter Catharina zou een degeneratieve ziekte gehad hebben die haar doof maakte. Toen Catharina op driejarige leeftijd stierf, leden haar beide ouders onder een overweldigende rouw.

## Impopulariteit
Hoewel Eleonora een loyale en trouwe echtgenote was van koning Hendrik III, was ze in Engeland impopulair. Dit kwam omdat ze bij haar reis naar Engeland werd vergezeld door meerdere ooms en neven, die de "Savoyards" werden genoemd en die na haar huwelijk in Engeland bleven wonen. Haar oom Willem van Savoye werd bovendien een dichte adviseur van Hendrik III, waarmee hij Engelse baronnen verdrong en ze daardoor ontevreden maakte. Toen Hendrik III in 1253 naar Gascogne trok, werd Eleonora bovendien aangesteld tot regentes en werd ze nog impopulairder. Door Eleonora's impopulariteit bij de adel kwam het regelmatig tot fricties onder Hendriks bewind: zo werd Hendriks autoriteit betwist door de graaf van Leicester Simon van Montfort.
Ook bij de Londenaars was Eleonora niet geliefd, wat wederzijds was. Als wraak voor de haat van de Londenaars dwong Eleonora de stad Londen om al het geld dat ze van de Engelse kroon gekregen hadden terug te geven. Ook liet ze een belasting heffen op dun papier. De situatie tussen Eleonora en de Londenaars bereikte een kookpunt toen Eleonora's boot tijdens een zeiltocht op de Thames door een boze menigte werd aangevallen. Ze werd beschimpt en bekogeld met stenen, stukken straatbedekking, gedroogde modder, rotte eieren en groenten, waarna ze uit vrees voor haar leven naar de burgemeester van Londen vluchtte en opgevangen werd in het huis van de Londense bisschop.

## Later leven
In 1272 stierf Hendrik III, waarna haar zoon Eduard I koning van Engeland werd. Eleonora bleef in Engeland als koningin-moeder en voedde enkele van haar kleinkinderen op. Nadat in 1274 haar kleinzoon Hendrik en in 1275 haar twee dochters stierven, trok ze zich terug in een klooster. Van hieruit bleef ze contact houden met haar zoon Eduard en haar zus Margaretha.
In de nacht van 24 op 25 juni 1291 stierf Eleonora in Amesbury. Op 11 september 1291 werd haar lichaam begraven in de Abdij van Amesbury, terwijl haar hart in de Franciscanenpriorij van Londen werd bijgezet.
Ze werd nooit formeel zaligverklaard, maar de volksdevotie begon reeds bij haar dood en duurt nog voort. Ze wordt herdacht op 21 februari en in sommige kalenders of 25 juni. 

## Culturele nalatenschap
Eleonora werd geroemd om haar kennis, intelligentie en haar vaardigheden in de poëzie. Ook gold ze in haar tijd als een stijlicoon.
Ze ontwikkelde in haar kindertijd een grote liefde voor troubadourliederen en bleef deze ook onderhouden. Eveneens kocht ze vele romantische en historische boeken.
Daarnaast was Eleonora protagonist in verschillende historische romans en novelles en is ze het onderwerp in het nummer Eleonore De Provence van de Noorse Symphonic metal band Leave's Eyes.

## Voorouders
| Voorouders van Eleonora van Provence | Voorouders van Eleonora van Provence                                            | Voorouders van Eleonora van Provence                                            | Voorouders van Eleonora van Provence                                              | Voorouders van Eleonora van Provence                                              | Voorouders van Eleonora van Provence                                            | Voorouders van Eleonora van Provence                                            | Voorouders van Eleonora van Provence                                            | Voorouders van Eleonora van Provence                                            |
| ------------------------------------ | ------------------------------------------------------------------------------- | ------------------------------------------------------------------------------- | --------------------------------------------------------------------------------- | --------------------------------------------------------------------------------- | ------------------------------------------------------------------------------- | ------------------------------------------------------------------------------- | ------------------------------------------------------------------------------- | ------------------------------------------------------------------------------- |
| Overgrootouders                      | Alfons II van Aragón (1157-1196) ∞ 1174 Sancha van Castilië (1154-1208)         | Alfons II van Aragón (1157-1196) ∞ 1174 Sancha van Castilië (1154-1208)         | Raymond I van Sabran (1154-1224 ) ∞ c. 1172 Gersindis van Forcalquier (1154-1192) | Raymond I van Sabran (1154-1224 ) ∞ c. 1172 Gersindis van Forcalquier (1154-1192) | Humbert III van Savoye (1136-1189) ∞ Beatrix van Mâcon (-)                      | Humbert III van Savoye (1136-1189) ∞ Beatrix van Mâcon (-)                      | Willem I van Genève (1132-11) ∞ Beatrix van Foucigny (-)                        | Willem I van Genève (1132-11) ∞ Beatrix van Foucigny (-)                        |
| Grootouders                          | Alfons II van Provence (1180-1209) ∞ 1193 Gersindis van Forcalquier (1180-1242) | Alfons II van Provence (1180-1209) ∞ 1193 Gersindis van Forcalquier (1180-1242) | Alfons II van Provence (1180-1209) ∞ 1193 Gersindis van Forcalquier (1180-1242)   | Alfons II van Provence (1180-1209) ∞ 1193 Gersindis van Forcalquier (1180-1242)   | Thomas I van Savoye (1180-95) ∞ 1196 Beatrix van Genève (-1252)                 | Thomas I van Savoye (1180-95) ∞ 1196 Beatrix van Genève (-1252)                 | Thomas I van Savoye (1180-95) ∞ 1196 Beatrix van Genève (-1252)                 | Thomas I van Savoye (1180-95) ∞ 1196 Beatrix van Genève (-1252)                 |
| Ouders                               | Raymond Berengarius V van Provence (1198-1245) ∞ Beatrix van Savoye (1205-1266) | Raymond Berengarius V van Provence (1198-1245) ∞ Beatrix van Savoye (1205-1266) | Raymond Berengarius V van Provence (1198-1245) ∞ Beatrix van Savoye (1205-1266)   | Raymond Berengarius V van Provence (1198-1245) ∞ Beatrix van Savoye (1205-1266)   | Raymond Berengarius V van Provence (1198-1245) ∞ Beatrix van Savoye (1205-1266) | Raymond Berengarius V van Provence (1198-1245) ∞ Beatrix van Savoye (1205-1266) | Raymond Berengarius V van Provence (1198-1245) ∞ Beatrix van Savoye (1205-1266) | Raymond Berengarius V van Provence (1198-1245) ∞ Beatrix van Savoye (1205-1266) |

- Bibliothèque nationale de France: cb13185766g (data)
- Gemeinsame Normdatei: 120968924
- International Standard Name Identifier: 0000 0000 6698 8083
- Library of Congress Control Number: n97023003
- Nationale Bibliotheek van Israël: 987007260886405171
- Nationale Bibliotheek van Polen: a0000001185500
- Nederlandse Thesaurus van Auteursnamen: 172369460
- LIBRIS: 205174
- Système universitaire de documentation: 03538297X
- Virtual International Authority File: 78752074
- WorldCat: E39PBJkMG9BYP8J4Qrtv4JBXVC

1. ↑  Blessed Eleanora CatholicSaints.Info